# Marie Mounib
Marie Mounib (in arabo ماري منيب‎?), all'anagrafe Marie Sellim Habib Nasrallah (Damasco, 11 febbraio 1915 – Cairo, 21 gennaio 1969) è stata un'attrice egiziana conosciuta come "la suocera più divertente del cinema arabo".

## Biografia
Nacque a Damasco nel 1905, ma visse tutta la vita in Egitto. All'età di 14 anni debuttò in teatro ed il suo talento comico venne subito notato, nel 1937 si unì alla troupe di Naguib El Rihani portandola al successo sia in teatro che al cinema. Recitò in centinaia di ruoli in teatro ed a quasi 200 film. Si sposò più volte, la prima delle quali con il comico egiziano Fawzi Muneeb (1898 - 1947).

## Filmografia parziale
- Ibn El Sabah (1939)
- Libat El Sitt (1946)
- Baba Amin (1950)
- Hamido (1953)
- Omm Ratiba (1959)
- Banat Bahari (1961)
- Losos Laken Dhurafa'a (1968)